# Toll-like receptor

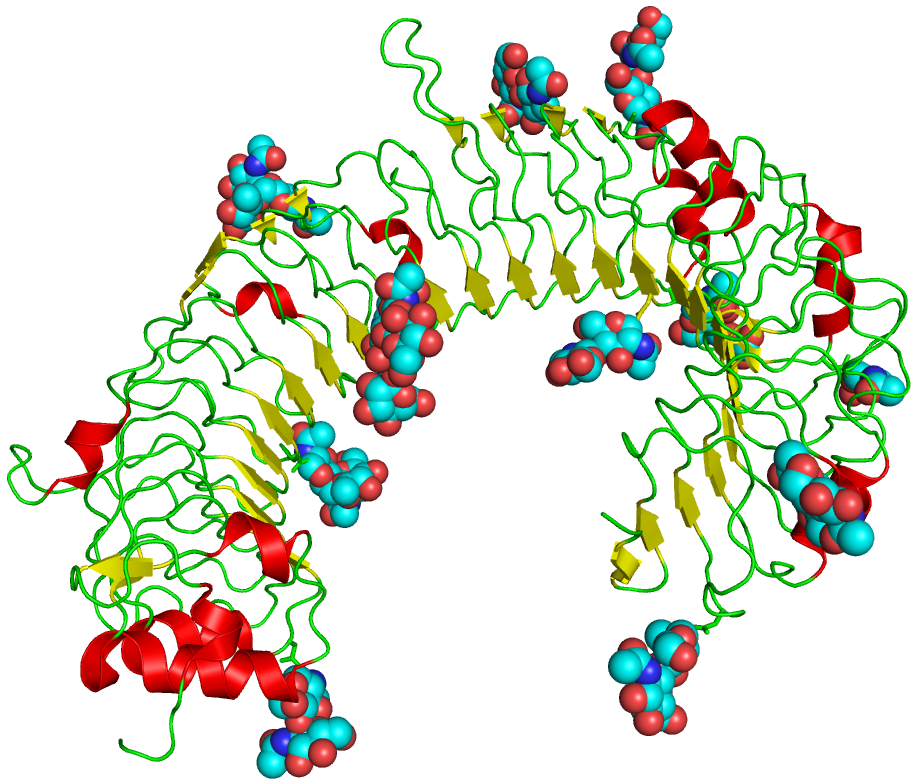
TLR3

Toll-like receptors (TLR's) vormen een klasse van eiwitten die een rol spelen in het aangeboren afweersysteem. Het zijn (kern)membraanreceptoren die functioneren als patroonherkenningsmoleculen voor micro-organismen. Toll-like receptoren die een ziekteverwekker tegenkomen, zorgen onder andere voor het vrijkomen van cytokines, de productie van moleculen die zorgen dat witte bloedcellen en moleculen NO uit de bloedbaan treden. Toll-like receptoren zijn genummerd op volgorde van ontdekking.
Toll-like receptoren heten zo omdat ze lijken op de eiwitten die gemaakt worden door Toll-genen die in 1985 bij de fruitvlieg (Drosophila melanogaster) zijn ontdekt.
Een voorbeeld van een Toll-like receptor is TLR4, die lipopolysacchariden (LPS) op het celmembraan van een gram-negatieve bacterie herkent samen met CD14. Het geneesmiddel imiquimod werkt via TLR7.